# Adílio
Adílio de Oliveira Gonçalves, né le 15 mai 1956 à Rio de Janeiro où il meurt le 5 août 2024, est un joueur et entraîneur de football brésilien.

## Biographie

### Joueur
Adílio commence sa carrière de footballeur en 1975 en tant que milieu offensif à Flamengo, club qu'il fréquente déjà depuis 1963 dans la section junior. Il évolue notamment à Flamengo avec Zico et Andrade, formant ainsi la meilleure charnière centrale de l'histoire du club. Il est ainsi l'un des artisans des principales conquêtes du club avec quatre titres de champion du Brésil, ainsi que les victoires en 1981 de la Copa Libertadores et de la Coupe intercontinentale (au cours de laquelle Adílio inscrit un but). Son style de jeu est assez classique, mais Adílio était réputé pour sa créativité opportune et la qualité de ses passes. À ce titre, Adílio disputa deux matchs sous le maillot de l'équipe nationale en 1979 et 1982.
Après ses années à Flamengo, Adílio a joué à Coritiba puis en Équateur au Barcelona Sporting Club ou encore au Pérou à l'Alianza Lima, sans toutefois connaître le même succès que dans son club formateur. En effet, outre ses glorieux titres dans le club flamengista, Adílio a disputé 615 matchs sous le maillot rouge et noir de Flamengo, ce qui en fait le troisième joueur le plus capé de l'histoire du club.

### Entraîneur
Entre 2003 et 2007, Adílio est nommé entraîneur de son club de cœur. Il hérite d'une situation compliquée à la suite de la mise en faillite d'ISL en 2002, qui provoque une crise financière et sportive, qui n'est pas loin de coûter au club sa place dans l'élite brésilienne. Il lui faut plusieurs années pour rétablir sa situation, en misant notamment sur les jeunes joueurs de son centre de formation.

## Palmarès

### Joueur
- Vainqueur de la Coupe intercontinentale en 1981 avec Flamengo
- Vainqueur de la Copa Libertadores en 1981 avec Flamengo
- Vainqueur du championnat du Brésil en 1980, 1982, 1983 et 1987 avec Flamengo
- Vainqueur du championnat de Rio de Janeiro (championnat Carioca) en 1979[2], 1981 et 1986 avec Flamengo
- Vainqueur de la Bola de Prata en 1977 et 1978
- Vainqueur du championnat d'Équateur en 1989 avec le Barcelona Sporting Club